# Edil Rosenqvist
Edil Albert Rosenqvist (Degerby, 11 dicembre 1892 – Helsinki, 14 settembre 1973) è stato un lottatore finlandese, specializzato nella lotta greco-romana.

## Palmarès

### Olimpiadi
- Argento a Anversa 1920 nei pesi medio-massimi.
- Argento a Parigi 1924 nei pesi massimi.